# 1969-es vásárvárosok kupája-döntő
Az 1969-es vásárvárosok kupája-döntő a 11. VVK-döntő volt, amelyen az angol Newcastle United és az Újpesti Dózsa mérkőzött a trófeáért. Az oda-visszavágós párharcot kettős győzelemmel, összesítésben 6–2-re nyerte a Newcastle United.

## Mérkőzések

### 1. mérkőzés
| 1969. május 29. |

| Newcastle United         | 3–0   | Újpesti Dózsa |
| ------------------------ | ----- | ------------- |
| Moncur 63' 72' Scott 83' | (0–0) |               |

| St James’ Park, Newcastle upon Tyne Nézőszám: 60 000 Játékvezető: Joseph Hannet (belga) |

| NEWCASTLE UNITED: |  |                 |     |
|                   |  |                 |     |
| GK                |  | Willie McFaul   |     |
|                   |  | David Craig     |     |
|                   |  | Frank Clark     |     |
|                   |  | Tommy Gibb      |     |
|                   |  | Ollie Burton    |     |
|                   |  | Bobby Moncur    |     |
|                   |  | Jim Scott       |     |
|                   |  | Bryan Robson    |     |
|                   |  | Wyn Davies      |     |
|                   |  | Preben Arentoft |     |
|                   |  | Jackie Sinclair | 75' |
| Cserék:           |  |                 |     |
|                   |  | Alan Foggon     | 75' |
| Vezetőedző:       |  |                 |     |
| Joe Harvey        |  |                 |     |

| ÚJPESTI DÓZSA: |  |                    |
|                |  |                    |
| GK             |  | Szentmihályi Antal |
|                |  | Káposzta Benő      |
|                |  | Solymosi Ernő      |
|                |  | Bánkuti István     |
|                |  | Noskó Ernő         |
|                |  | Dunai Ede          |
|                |  | Fazekas László     |
|                |  | Göröcs János       |
|                |  | Bene Ferenc        |
|                |  | Dunai Antal        |
|                |  | Zámbó Sándor       |
| Vezetőedző:    |  |                    |
| Baróti Lajos   |  |                    |

### 2. mérkőzés
| 1969. június 11. |

| Újpesti Dózsa       | 2–3   | Newcastle United                   |
| ------------------- | ----- | ---------------------------------- |
| Bene 31' Göröcs 44' | (2–0) | Moncur 46' Arentoft 50' Foggon 74' |

| Megyeri úti stadion, Budapest Nézőszám: 37 000 Játékvezető: Joseph Heymann (svájci) |

| ÚJPESTI DÓZSA: |  |                    |
|                |  |                    |
| GK             |  | Szentmihályi Antal |
|                |  | Káposzta Benő      |
|                |  | Solymosi Ernő      |
|                |  | Bánkuti István     |
|                |  | Noskó Ernő         |
|                |  | Dunai Ede          |
|                |  | Fazekas László     |
|                |  | Göröcs János       |
|                |  | Bene Ferenc        |
|                |  | Dunai Antal        |
|                |  | Zámbó Sándor       |
| Vezetőedző:    |  |                    |
| Baróti Lajos   |  |                    |

| NEWCASTLE UNITED: |  |                 |     |
|                   |  |                 |     |
| GK                |  | Willie McFaul   |     |
|                   |  | David Craig     |     |
|                   |  | Frank Clark     |     |
|                   |  | Tommy Gibb      |     |
|                   |  | Ollie Burton    |     |
|                   |  | Bobby Moncur    |     |
|                   |  | Jim Scott       | 73' |
|                   |  | Preben Arentoft |     |
|                   |  | Bryan Robson    |     |
|                   |  | Wyn Davies      |     |
|                   |  | Jackie Sinclair |     |
| Cserék:           |  |                 |     |
|                   |  | Alan Foggon     | 73' |
| Vezetőedző:       |  |                 |     |
| Joe Harvey        |  |                 |     |

Összesítésben a Newcastle United 6–2-re nyert.
| Az 1968–1969-es vásárvárosok kupája győztese |
| -------------------------------------------- |
| Newcastle United 1. cím                      |